# Dacus eclipsis
Dacus eclipsis är en tvåvingeart som först beskrevs av Mario Bezzi 1924.  Dacus eclipsis ingår i släktet Dacus och familjen borrflugor. Inga underarter finns listade i Catalogue of Life.